# Kantonesiska köket

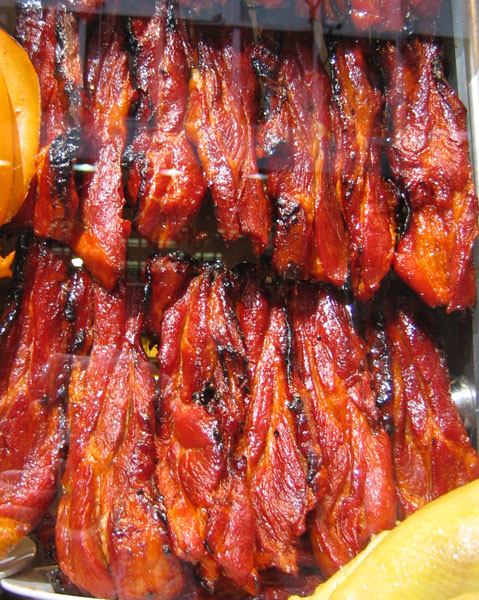
Grillat kött, en kantonesisk specialitet

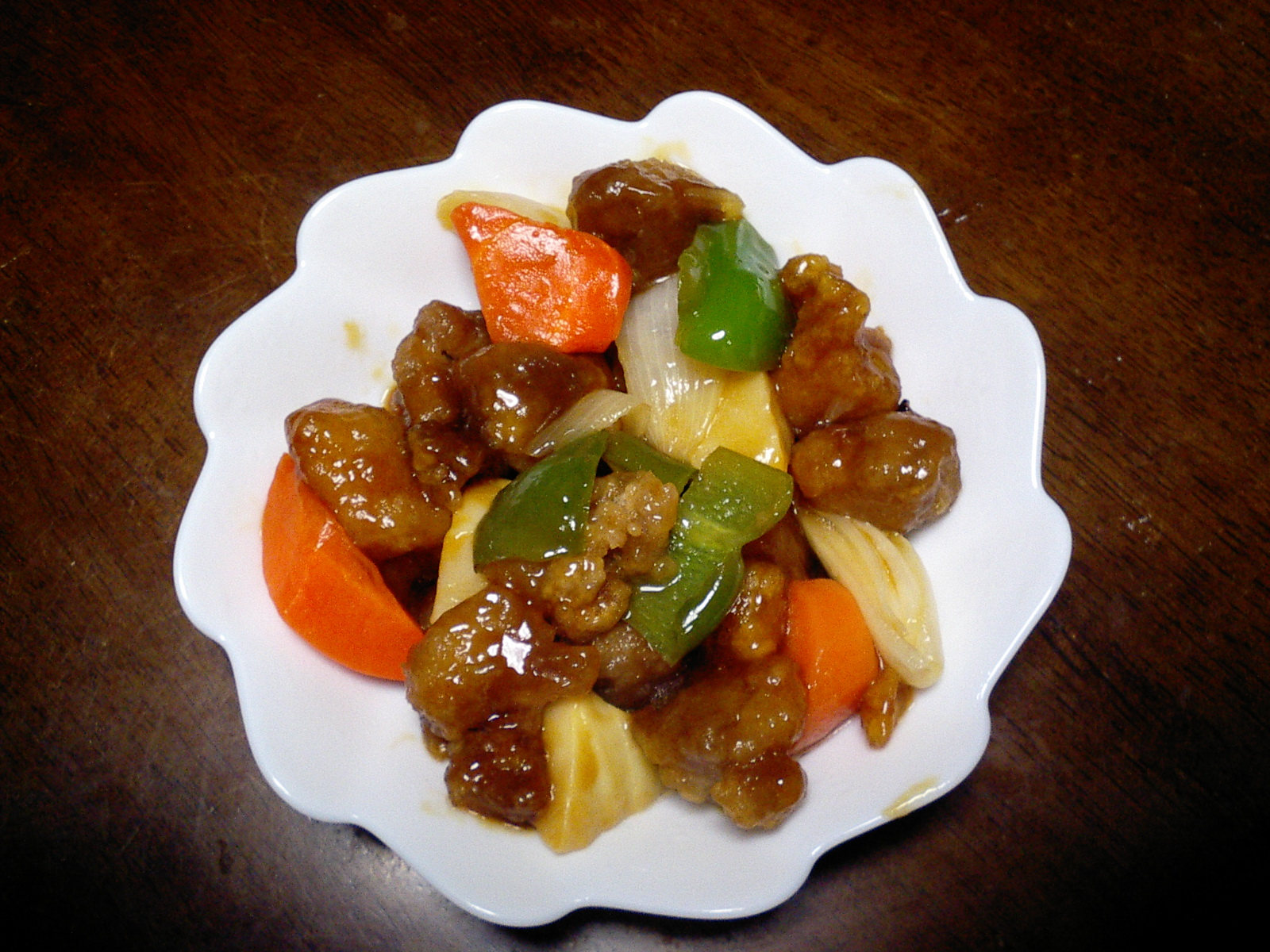
Sötsurt fläsk, en utanför Kina mycket vanlig kantonesisk maträtt

Det kantonesiska köket (kinesiska: 粵菜; pinyin: yuècài; Jyutping: jyut6 coi3), är ett av Kinas åtta stora kök. Maten från provinsen med samma namn är själva riktmärket, men köket är idag inte bara spritt i stora delar av Kina utan också utomlands med viss variation som följd. Traditionellt ansågs provinshuvudstaden Guangzhou ha den främsta kantonesiska maten, men från 1970-talet kom den rollen att mantlas av Hongkong.

## Ursprung
Det kantonesiska köket kommer från regionen runt Kanton (Guangzhou) i södra Kinas Guangdong-provins. Av de olika regionala stilarna i kinesisk mat är den kantonesiska den mest kända utanför Kina; en "kinesisk restaurang" i ett västerländskt land serverar oftast kantonesisk mat eller en anpassning därav. Att det kantonesiska köket är så framträdande utanför Kina beror sannolikt på den oproportionerligt stora utvandringen från denna region, liksom den att vissa kantonesiska rätter passar för utländska smaklökar. Kantonesiska rätter använder sällan "heta" kryddor som chili, till skillnad från till exempel Szechuanköket.

## Höjdpunkt
Kantonesisk mat har ofta betraktats som höjdpunkten i den kinesiska regionala kokkonsten, på grund av den enorma mängden och olika ingredienser som används. Detta beror på att Kanton, en sedan länge etablerad import- och exporthamn i södra Kina, har utsatts för mer importerade livsmedelsprodukter och ingredienser än något annat område i Kina. Musslor och räkor serveras till exempel sällan i det norra kinesiska köket, eftersom dessa ingredienser förr helt enkelt inte var tillgängliga, innan moderna metoder för kyllagring fanns. Detta har lett till att kantonesiska köket är ett av de mest smakrika köken i världen.

## Skaldjur
På grund av Guangdongs närhet till Kinas södra kust är färska, levande skaldjur en specialitet i det kantonesiska köket. Många kantonesiska restauranger har tankar med levande skaldjur. Ur kantonesisk synvinkel läggs starka kryddor bara till för fisk och skaldjur som inte är färska, för att täcka den mindre trevliga lukten. De färskaste skaldjuren är luktfria och tillagas bäst med ånga. Till exempel tillsätts bara en liten mängd sojasås, ingefära och vårlök till ångad fisk. Den lätta smaksättningen används bara för att få fram den naturliga sötman från skaldjur. De flesta restauranger gör sig emellertid gärna av med sin gamla fisklager genom att erbjuda rätter med mycket vitlök och kryddor. Som en tumregel vid kantonesisk matlagning är skålens kryddighet omvänt proportionell mot ingrediensernas färskhet.

## Soppa
En annan unik kantonesisk specialitet är långsamkokt soppa. Detta är nästan oändligt i andra kinesiska kök. Soppan är vanligtvis en klar buljong tillagad genom att kött och andra ingredienser sjuds i flera timmar. Ibland läggs kinesiska växtbaserade läkemedel till soppan. Ingredienserna i en ganska dyr kantonesisk långsamt kokt soppa är: färsk hel kyckling, torkad luftblåsa av torskfisk, torkad havsgurka och torkad kammussla. En annan soppa kokas på fläskben och vattenkrasse, med två typer av aprikoskärnor (南北杏 西洋菜 豬 骨湯), etc. Kombinationerna är många.
Det viktigaste är vätskan i soppan. De fasta ämnena kastas vanligtvis bort, om de inte är dyra ingredienser som hajfenor. En hel kyckling kan sjuda i en buljong i sex timmar eller längre. De fasta partiklarna är vanligtvis inte så goda, men alla smakämnena finns i vätskan. Traditionella kantonesiska familjer har denna typ av soppa minst en gång i veckan. Men nuförtiden har många familjer med två arbetande föräldrar inte möjlighet att följa denna tradition, på grund av den långa förberedelsetid som krävs. Rika familjer med tjänare och en kock åtnjuter fortfarande denna lyx varje dag. Många restauranger avstår från att servera den här typen av soppa, eftersom det tar för lång tid att göra den. Även om de gör det kan de bara servera den som ”dagens soppa”.

## Lista på typiska rätter
- Dim sum
- Sötsurt fläsk